# Scheidingen
Scheidingen ist ein Dorf und gehört zur Gemeinde Welver im Kreis Soest in Nordrhein-Westfalen, Deutschland.

## Geschichte

### Das Haus Scheidingen
Das adlige Geschlecht der von Schedingen führte in Silber einen gold und schwarz geschachten Schrägbalken. Die erste urkundliche Erwähnung des Antonius von Schedingen findet sich 1233, er wird als Ritter im Gefolge des Grafen von Arnsberg genannt. Das Scheidinger Geschlecht auf Scheidingen ist um 1450 ausgestorben und das Haus Scheidingen verkauft worden. Eine andere Linie erlosch erst in der zweiten Hälfte des 16. Jahrhunderts.

### Eingemeindung
Am 1. Juli 1969 wurde Scheidingen nach Welver eingemeindet.

### Wappen
Für Scheidingen sind wahrscheinlich alle im Folgenden aufgeführten Wappen gleich wichtig. Allgemein ist das Wappen des Hauses Schedingen am bekanntesten und wird daher auch als Wappen für Scheidingen benutzt.

#### Das Haus Aul
Die Besitzer-Familie des Hauses (von der Berswordt) führte im Wappen einen goldenen Eber auf rotem Grund. Haus Aul wurde 1840/41 von den Freiherren von Fürstenberg zu Schloss Herdringen erworben. Sie besaßen es kurzzeitig verkauften es wieder.

#### Das Haus Wasserhausen
Die Besitzer-Familie des Hauses Wasserhausen (von Lilien) führte drei schwarze Lilien auf silbernem Grund im Wappen.

#### Das Haus Schedingen
Das Haus Schedingen führte einen gold und schwarz geschachten Schrägbalken in Silber.

## Kultur und Sehenswürdigkeiten
Die Kirchenfenster von Scheidingen sind sehr bekannt und besonders aufwändig gestaltet. 2006 wurden sie im Rahmen der aufwändigen Kirchensanierung restauriert.

### Naturdenkmäler
Scheidingen ist – bei geeigneter Definition – Mittelpunkt von Westfalen.

### Regelmäßige Veranstaltungen

#### Scheidinger Kirmes
Die Scheidinger Kirmes (auch Scheidinger Herbstkirmes genannt) ist schon seit „je her“ über die Grenzen des Kreises Soest bekannt und hat in den 1990er Jahren eine Renaissance erlebt, gerade auch durch die Gründung des Traditionsverein zur Förderung der Scheidinger Kirmes e. V.
Die Kirmes findet immer am ersten Wochenende im Oktober statt.